# Pandanus alatus
Pandanus alatus är en enhjärtbladig växtart som beskrevs av Harold St.John. Pandanus alatus ingår i släktet Pandanus och familjen Pandanaceae. Inga underarter finns listade.